# ستاری سلانکامن
ستاری سلانکامن (به صربی: Stari Slankamen) یک منطقهٔ مسکونی در صربستان است که در Inđija Municipality واقع شده‌است.